# 纳珀尔斯多夫-卡默尔斯多夫
纳珀尔斯多夫-卡默尔斯多夫是奥地利下奥地利州霍拉布伦县的一个市镇。总面积38.86平方公里，总人口1291人，人口密度33.2人/平方公里（2005年）。